# Kurunegala
Kurunegala (singalès: කුරුණෑගල
, tàmil: குருணாகல்
) és una ciutat important de Sri Lanka. És la capital de la Província Nord-Occidental i del districte de Kurunegala. Fou una capital reial antigament, durant 50 anys, del final del segle xiii a l'inici del segle xiv. És a l'encreuament de diverses carreteres principals que enllacen a altres parts importants del país. És aproximadament a 94 km de Colombo i 42 km de Kandy.
Localitzada a una altitud de 116 metres per sobre el nivell del mar, Kurunegala està envoltada per plantacions de coco i de goma. Hi ha vuit roques grans que encerclen i dominen la ciutat. Les roques de Kurunegala sobresurten de la plana i tenen noms característics, sis dels quals derivats dels animals que se suposa que representen. La més gran entre elles és la Ethagala o "roca d'Elefant" (encara que la traducció és de fet ullal), assoleix 325 metres. La forma de Ethagala s'assembla a un elefant.

## Etimologia
Kurunegala va rebre el nom del roca d'Elefant (ඇතුගල). "Kurune" significa ullal o un elefant amb grans dents, i gala en singalès significa roca. L'antic nom de Kurunegala era Hasthishailapura, el qual podria ser traduït com 'La Ciutat de la Roca d'Elefant' en sànscrit. Dins alguna literatura antiga també la paraula Athugalpura (ඇතුගල්පුර) és emprada per descriure la ciutat de Kurunegala.
A prop a la ciutat hi ha tres jaciments arqueològics: Parakramapura (Panduvasnuwara, පඬුවස්නුවර) (nord-oest) amb restes d'un palau amb fossa i monestirs del segle xii, Dambadeniya (දඹ‍‍‍‍දෙනිය) (sud-oest, mitjan segle xiii) i Yapahuwa (al nord).
Kurunegala gaudeix d'una ubicació agradable amb afloraments rocosos enormes. Segons llegendes populars antigament la ciutat va patir una sequera i els animals consumien la poca aigua que hi havia; afortunadament pel locals, una bruixa va ajudar per alleujar el problema, transformant algun dels animals màgicament en figures de pedra.

## Història

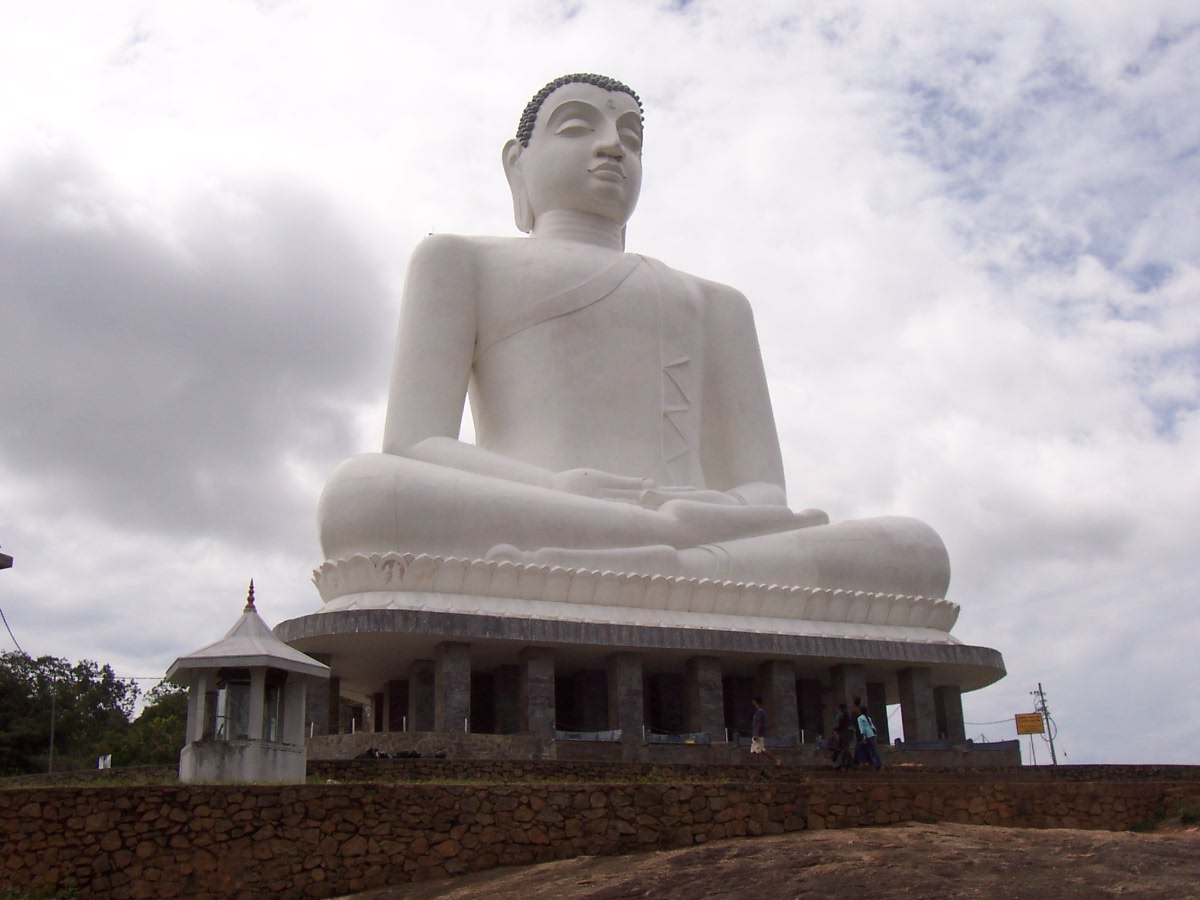
El Buda gegant (27 m) gegant sobre la roca d'Elefant.

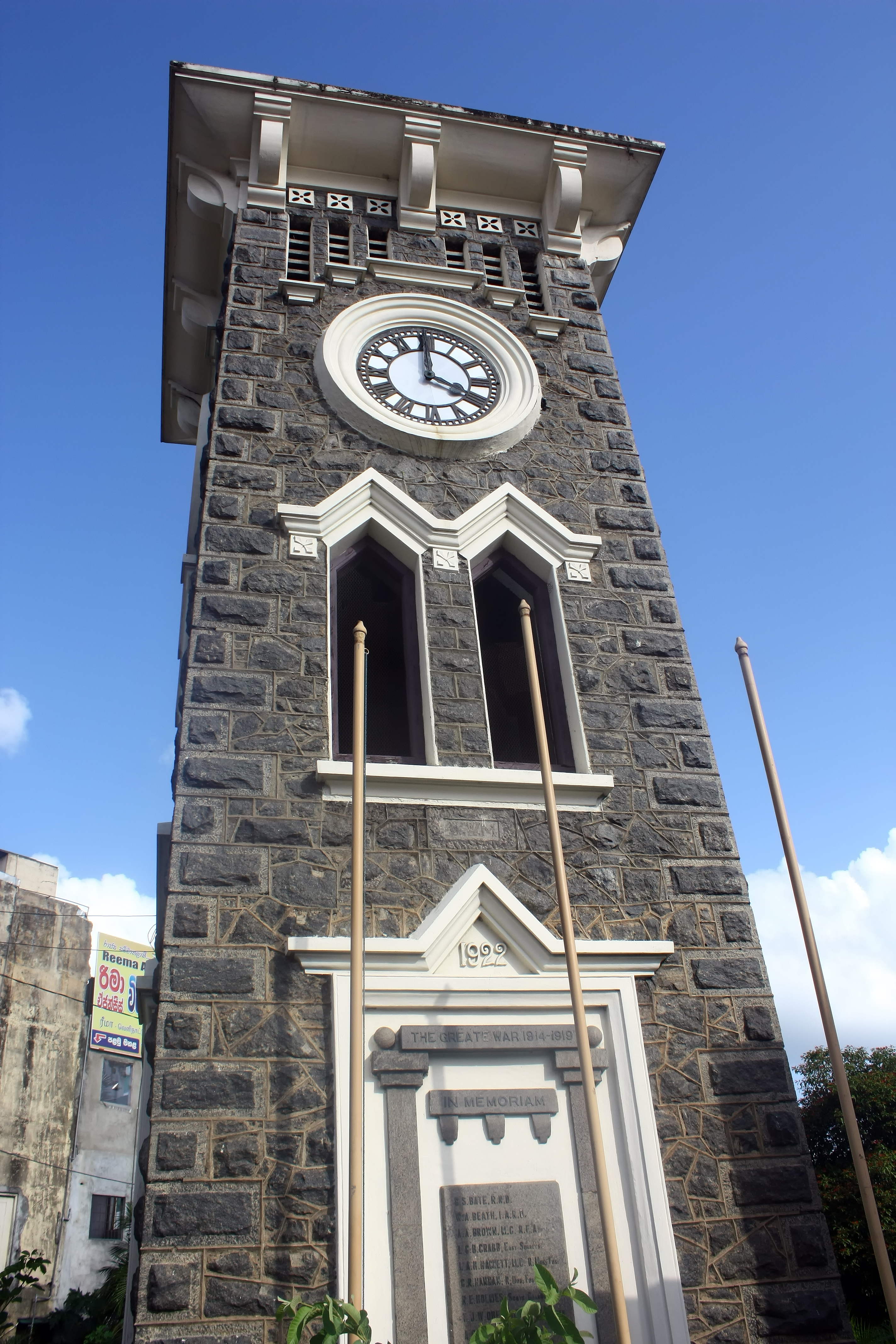
Torre del rellotge, Kurunegala

Kurunegala va tenir una ciutadella en el segle xiii. El seu ascens com capital antiga de Sri Lanka va començar amb una sèrie d'esdeveniments que van tenir lloc durant el segle xii tardà a Yapahuwa. La dent sagrada que era a Yapahuwa va ser agafada per un aryacakravarti (rei) de Jaffna que se la va emportar al país dels Pandya durant el govern de Buwanekabahu I de 1272 a 1284. La relíquia va ser recuperada per Parakramabahu III que va governar a Kurunegala entre 1287 i 1293. En el següent mig segle Kurunegala fou la capital i el centre de govern d'altres tres reis singalesos.
Després de la mort de Parakramabahu III, va governar el rei Buvanekabahu II (1293–1302) qui va ser seguit per Parakramabahu IV (1302–1326), sempre governant des de Kurunegala. El governant a Kurunegala de 1326 a 1335 fou Buwanekabahu III àlies Wanni Buwaneka Bahu, que era el fill de Pandith Parakrama Bahu II i es creu que fou el darrer rei que va governar a Kurunegala.
Després del regnat de Buwanekabahu III, el nou rei Vijayabahu V va governar a Dambadeniya i a Yapahuwa de 1335 a 1341 abans que un cop més el regne de Sri Lanka canviés de capital que es va establir a Gampola.
Poques restes del palau que va contenir la relíquia de la dent 
de Buda ha evitat la destrucció natural, incloent uns passos de pedra i una part d'un porta i vestíbul.

## Geografia i clima

### Geografia
Topogràficament Kurunegala es troba en una àrea plana a excepció dels afloraments de roca circumdants. La part del nord de la ciutat és lleugerament més alt que el del sud. El llac de Kurunegala és la principal característica de la ciutat i l'adorna. La regió està per sobre del nivell de mar comparat a les àrees costaneres de Sri Lanka. Tanmateix, la regió no és tan alta com el país dels turons centrals. Les platges més properes a Kurunegala són al l'oest i inclouen Negombo i Chilaw.

### Clima
Kurunegala presenta un clima plujós tropical.

## Demografia
Segons el cens del 2001 la població calculada de Kurunegala era de 28.401 habitants. Al cens de 2011 la població era de 30.315 habitants. La majoria dels residents de Kurunegala pertanyen a la majoria singalesa. Altres minories ètniques inclouen els musulmans, els tàmils, burghers (descendents d'europeus) i malais. Els residents de minories ètniques viuen en totes les parts de la ciutat; comunitats apreciables de musulmans i tàmils viuen a les àrees de Teliyagonna i Wilgoda.

### Llengua
Les llengües comunes de Kurunegala, depenent de classes socials, cercles socials i els fons ètnics són el singalès, el tàmil i l'anglès.

### Religió

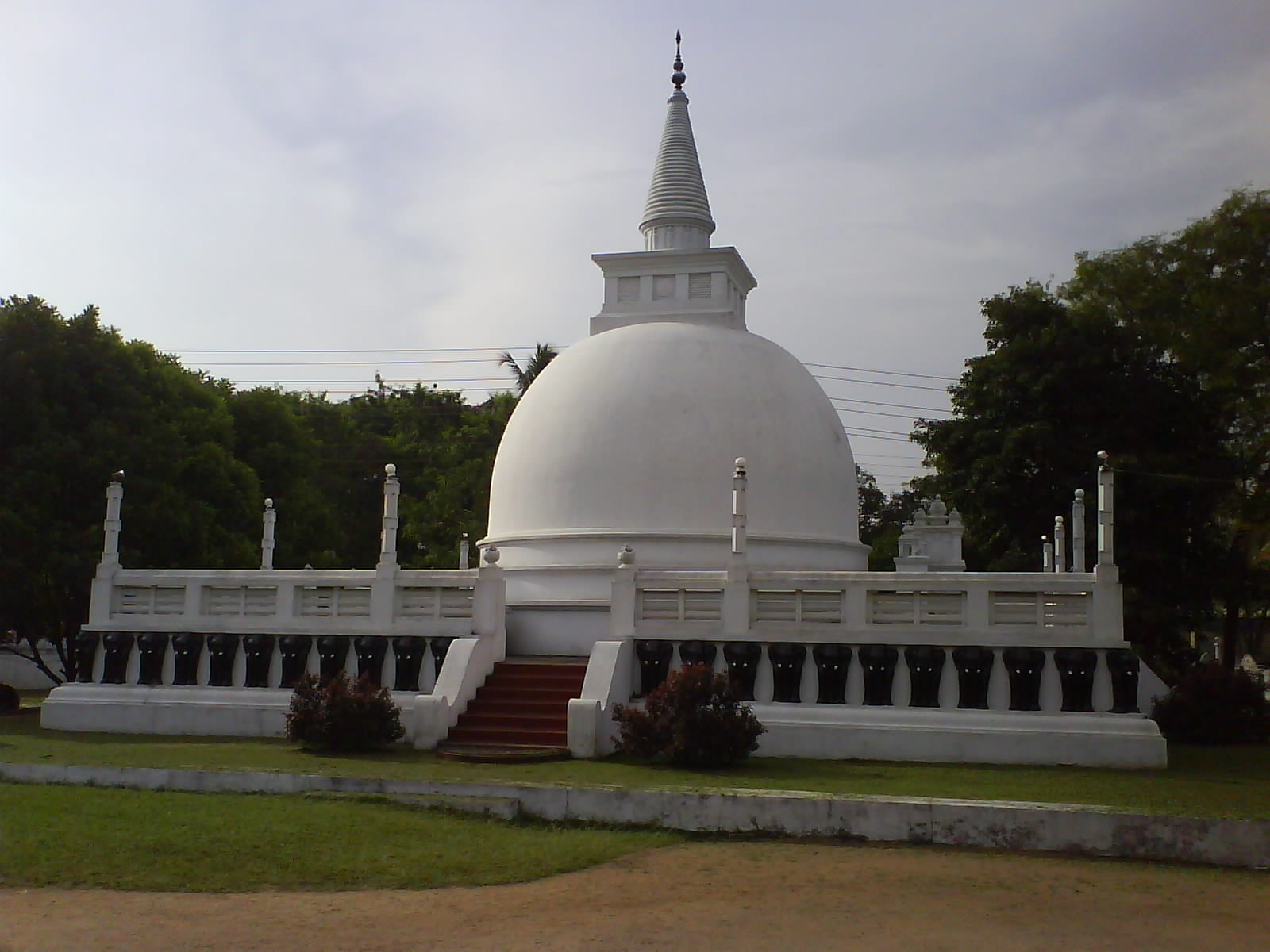
El Bauddhaloka Viharaya és un santuari budista a Kurunegala.

El budisme és la religió principal i majoritària i és àmpliament practicada a Kurunegala. La ciutat és també seu de una gamma ampla d'altres religions com l'hinduisme, el cristianisme i l'islam.
Els temples budistes principals a Kurunegala són Athkanda Raja Maha Viharaya, Ibbagala Raja Maha Viharaya, Angangala (temple en cova), Wilbawa Purana Viharaya i Bauddhaloka Viharaya. Una antiga replica de una petjada de Buda que és trobada a la cimera de Sri Pada (el Pic d'Adam), una petita dàgoba i algunes pintures de Buda i els seus deixebles es poden veure al Ibbagala Raja Maha Viharaya.
A la ciutat hi ha esglésies catòliques i cristianes, mesquites i temples hindús. La Diòcesi Catòlica Romana de Kurunegala té seu a la ciutat. L'Església de Ceilan, que és l'església anglicana a Sri Lanka, opera una diòcesi a Kurunegala i cobreix la província Nord-Central i els districtes de Kurunegala, Kandy, Matale, Kegalle, Anuradhapura i Polonnaruwa.

## Administració

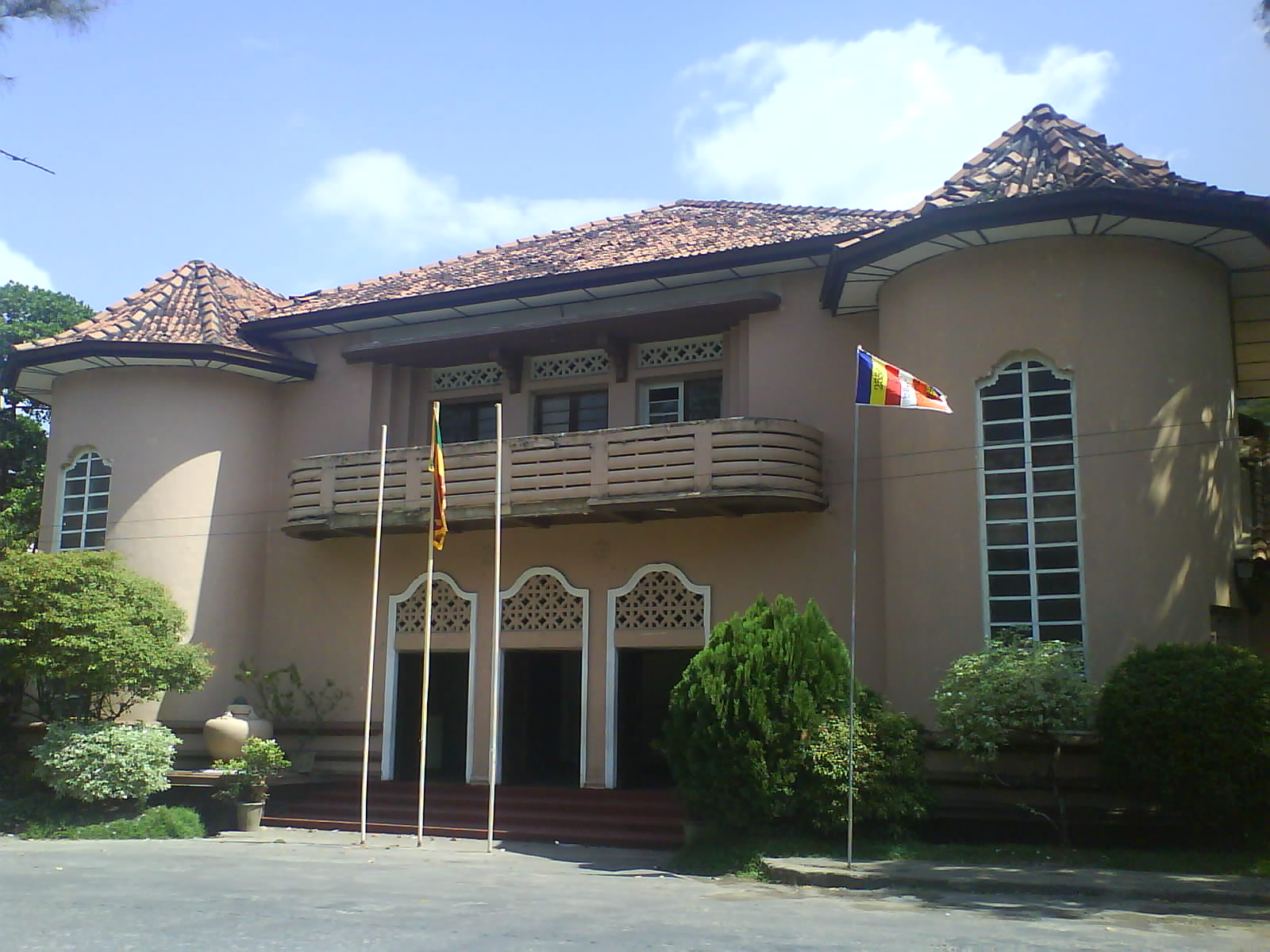
L'edifici d'Ajuntament.

El Consell de Municipi és responsable per l'administració global, sanitat, benestar i altres activitats generals de la ciutat. El Consell Municipal està al comandament d'un batlle amb 12 altres membres elegits. Els 12 membres electes representen les seccions de la ciutat (wards).

## Naturalesa

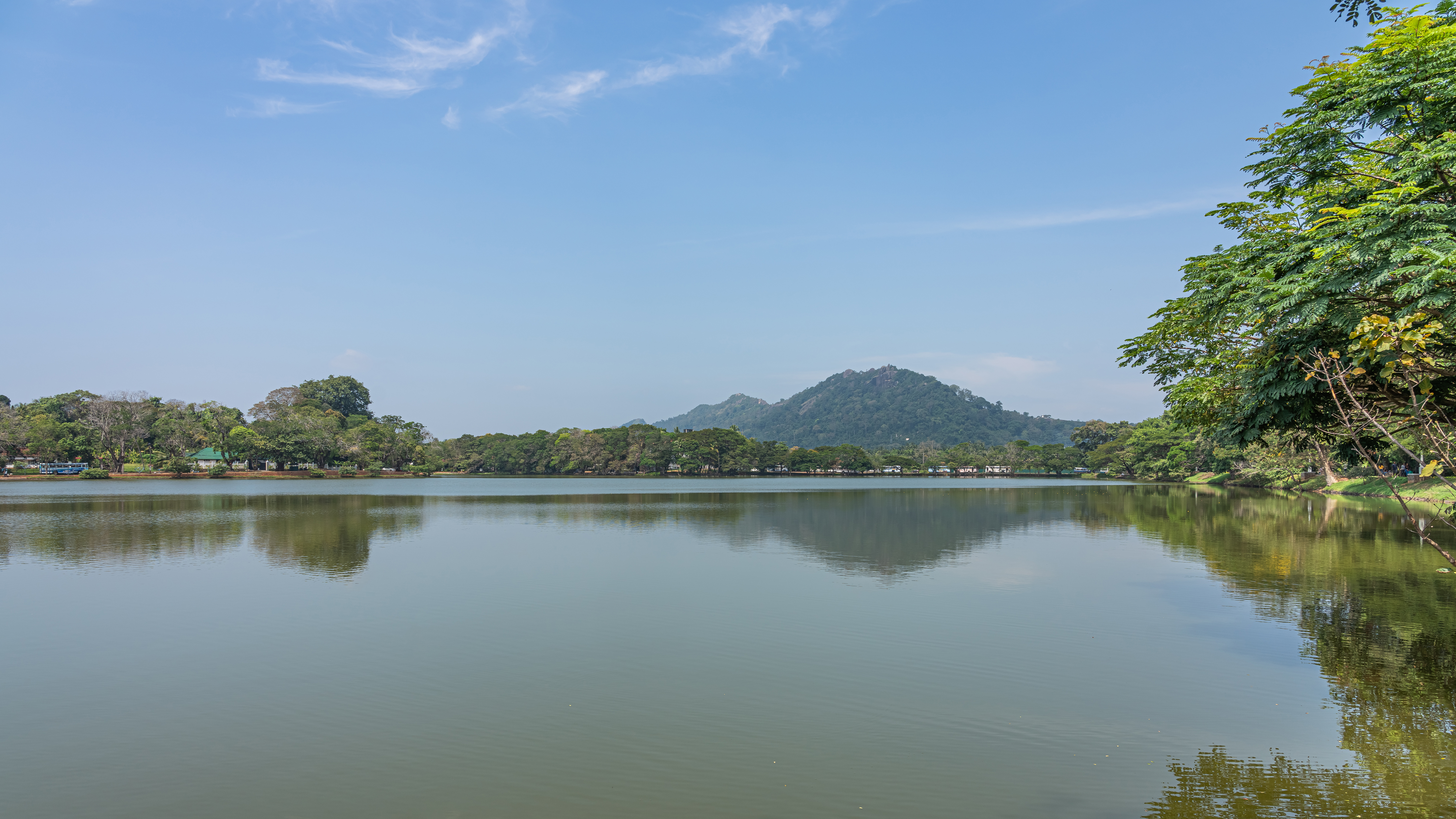
Llac de Kurunegala

### Les roques
Kurunegala està envoltada per diversos afloraments de roca importants, una característica geològica distintiva de la província de Wayamba.
- Etha-gala (Roca de l'Elefant)
- Ibba-gala (Roca de la Tortuga)
- Anda-gala (Roca de l'Anguila)
- Elu-gala (Roca de la cabra)
- Kuruminiya-gala (Roca de l'Escarabat)
- Wandura-gala (Roca de la Mona)
- Yakdessa-gala (Roca de la Bruixa)
- Goni-gala (Roca del Sac)
- Adha-gala

## Llocs d' importància

### Complex reial

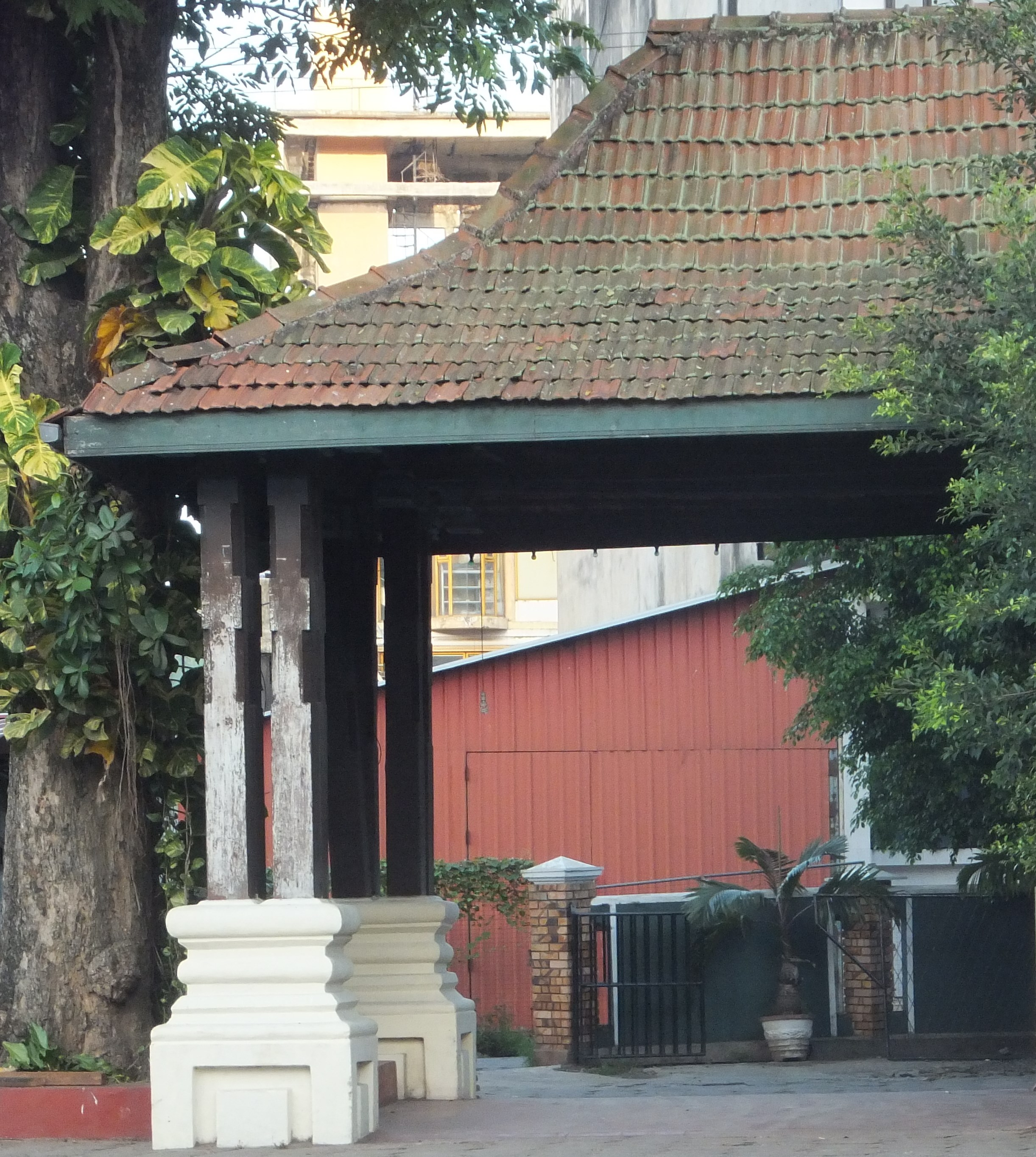
Antic Magul Maduwa, edifici de l'era de Kurunegala

Les restes d'aquest lloc són poques però es pot veure la seva glòria passada amb una entrada de pedra, passos, pilars de roca i muralles en ruïnes del palau reial i el palau de la dent sagrada.

### Llac Kurunegala
És una gran reserva d'aigua que fou construïda per reis antics. El llac està als afores del districte empresarial central prop de la carretera Kurunegala-Dambulla. És utilitzat com a font de subministrament d'aigua a la ciutat.

### Torre del rellotge
La torre del rellotge de Kurunegala va ser construïda el 1922 com a tribut als funcionaris de la província de Wayamba que van sacrificar les seves vides en la Primera Guerra Mundial.